# Olympische Winterspiele 1936/Eisschnelllauf – 5000 m (Männer)
Die 5000 m im Eisschnelllauf der Männer bei den Olympischen Winterspielen 1936 wurden am 12. Februar 1936 auf der Natureisbahn Rießersee ausgetragen. Olympiasieger wurde der Norweger Ivar Ballangrud mit einer Olympiarekordzeit von 8:19,6 Minuten. Die Silbermedaille gewann Birger Wasenius und Bronze ging an Antero Ojala aus Finnland.

## Bestehende Rekorde
| Weltrekord         | Ivar Ballangrud ( Norwegen) | 8:17,2 min | Oslo     | 18. Januar 1936 |
| Olympischer Rekord | Clas Thunberg ( Finnland)   | 8:39,0 min | Chamonix | 26. Januar 1924 |

## Ergebnisse
| Rang | Paar | Athlet              | Nation             | Zeit (min) |
| ---- | ---- | ------------------- | ------------------ | ---------- |
| 001  | 7    | Ivar Ballangrud     | Norwegen           | 8:19,6     |
| 002  | 10   | Birger Wasenius     | Finnland           | 8:23,3     |
| 003  | 2    | Antero Ojala        | Finnland           | 8:30,1     |
| 004  | 10   | Jan Langedijk       | Niederlande        | 8:32,0     |
| 005  | 11   | Max Stiepl          | Österreich         | 8:35,0     |
| 006  | 8    | Ossi Blomqvist      | Finnland           | 8:36,6     |
| 007  | 17   | Charles Mathiesen   | Norwegen           | 8:36,9     |
| 008  | 15   | Karl Wazulek        | Österreich         | 8:38,4     |
| 009  | 6    | Michael Staksrud    | Norwegen           | 8:38,5     |
| 010  | 9    | Dolf van der Scheer | Niederlande        | 8:43,3     |
| 011  | 9    | Bob Petersen        | Vereinigte Staaten | 8:46,5     |
| 012  | 13   | Jan Kalbarczyk      | Polen              | 8:47,7     |
| 013  | 5    | Roelof Koops        | Niederlande        | 8:48,5     |
| 013  | 5    | Heinz Sames         | Deutsches Reich    | 8:48,5     |
| 015  | 12   | Eddie Schroeder     | Vereinigte Staaten | 8:49,1     |
| 016  | 2    | Lou Dijkstra        | Niederlande        | 8:51,5     |
| 017  | 16   | László Hídvéghy     | Ungarn             | 8:53,2     |
| 018  | 16   | Alfons Bērziņš      | Lettland           | 8:53,4     |
| 019  | 1    | Willy Löwinger      | Österreich         | 8:53,9     |
| 020  | 3    | Edvard Wangberg     | Norwegen           | 8:54,7     |
| 021  | 12   | Kim Jeong-yeon      | Japan              | 8:55,9     |
| 022  | 13   | Åke Ekman           | Finnland           | 9:00,4     |
| 022  | 7    | Aleksander Mitt     | Estland            | 9:00,4     |
| 024  | 6    | Karl Prochaska      | Österreich         | 9:02,6     |
| 025  | 14   | Tommy White         | Kanada             | 9:04,5     |
| 026  | 18   | Axel Johansson      | Schweden           | 9:06,4     |
| 027  | 1    | Jang U-Shik         | Japan              | 9:08,7     |
| 027  | 17   | Lee Seong-deok      | Japan              | 9:08,7     |
| 029  | 18   | Arvīds Lejnieks     | Lettland           | 9:11,9     |
| 030  | 14   | Jānis Andriksons    | Lettland           | 9:15,0     |
| 031  | 15   | Nandō Kunio         | Japan              | 9:20,1     |
| 032  | 4    | Jaromír Turnovský   | Tschechoslowakei   | 9:25,8     |
| 033  | 3    | Ken Kennedy         | Australien         | 9:48,9     |
| 034  | 11   | Oldřich Hanč        | Tschechoslowakei   | 10:03,0    |
| 035  | 4    | James Graeffe       | Belgien            | 10:52,6    |
| DSQ  | 19   | Charles de Ligne    | Belgien            | –          |
| DNF  | 8    | Wilhelm Sandner     | Deutsches Reich    | –          |